# Stefan Rosiński (etnolog)
Stefan Rosiński (ur. w 1941 w Łucku, zm. 26 czerwca 2021 w Otwocku) – etnograf i etnolog, muzealnik, konserwator zabytków.
W 1960 ukończył Liceum Ogólnokształcące w Niemodlinie. W 1960–1965 studiował etnografię na Uniwersytecie Wrocławskim. Związał się z zespołem naukowym Polskiego Atlasu Etnograficznego, kierowanym przez prof. Józefa Gajka. Na macierzystej uczelni, w 1975, uzyskał stopień doktora nauk humanistycznych w zakresie etnologii, przedstawiając pracę pt. Ludowa kultura materialna Puszczy Kozienickiej. 
W 1965–1977 pracował w Muzeum Okręgowym w Radomiu, początkowo na stanowisku adiunkta, następnie kustosza. Opiekował się zbiorami etnograficznymi, współtworząc wyspecjalizowany dział muzealny. Zabiegał o rozszerzenie formuły prezentacji zbiorów, opracowując koncepcję wystawienniczą i organizacyjną skansenu ziemi radomskiej oraz przyszłych Muzeum Regionalnego w Kozienicach i, wspólnie z Danutą Słomińską-Paprocką, Muzeum im. Oskara Kolberga w Przysusze. W 1977–1990 sprawował funkcję pierwszego dyrektora Muzeum Wsi Radomskiej. W 1990–2002 pracował w służbie konserwatorskiej. 
W 1972–1985 prowadził kurs etnografii dla słuchaczy Kolegium Nauczycielskiego w Radomiu oraz rzeczoznawców spółdzielni Cepelia. W 1985–1987 wykładał problematykę skansenowską dla studentów etnologii Uniwersytetu Łódzkiego. Współpracował też w tym zakresie z Uniwersytetem Ludowym w Turnie (1986–1988). Od 1990 wykładał etnografię Polski i turystykę kulturową na Wyższej Szkole Ochrony Środowiska w Radomiu. Od 2002 pełnił funkcję dyrektora Muzeum Ludowych Instrumentów Muzycznych w Szydłowcu. Kontynuował prace przygotowujące otwarcie stałej wystawy historii regionu oraz doprowadził do przyznania muzeum statusu rejestrowanego. Przeszedł na emeryturę w 2007. 